# Монро (Северна Каролина)
Монро (енгл. Monroe) град је у америчкој савезној држави Северна Каролина.

## Демографија
По попису из 2010. године број становника је 32.797, што је 6.569 (25,0%) становника више него 2000. године.
| Група             | 2000.          | 2010.          |
| Белци             | 12.998 (49,6%) | 14.149 (43,1%) |
| Афроамериканци    | 7.287 (27,8%)  | 8.274 (25,2%)  |
| Азијати           | 170 (0,6%)     | 301 (0,9%)     |
| Хиспаноамериканци | 5.611 (21,4%)  | 9.651 (29,4%)  |
| Укупно            | 26.228         | 32.797         |